# Mangosta de collar
La mangosta de collar (Urva semitorquata) és una espècie de mamífer de la família de les mangostes (Herpestidae). Viu a altituds d'entre 0 i 1.400 msnm a Indonèsia, Malàisia i, possiblement, Brunei i les Filipines.
Donat que no s'ha pogut estudiar pràcticament gens, és ben poc el que es coneix d'aquesta espècie. No obstant això, Schwarz (1947), va concloure que aquesta espècie és una forma amb el pelatge de color vermell, de la més fosca mangosta cuacurta (Urva semitorquata).

## Subespècies
- Urva semitorquata semitorquata
- Urva semitorquata uniformis